# Lewica regresywna
Lewica regresywna (sformułowana również jako regresywni liberałowie i regresywni lewicowcy) – pejoratywne określenie części polityki lewicowej, która jest oskarżana o tolerowanie islamizmu lub sprzeciwianie się wolności słowa, co jest sprzeczne z zasadami liberalnymi.
Brytyjski działacz polityczny Maajid Nawaz, amerykańscy prowadzący talk-show polityczne, tacy jak Bill Maher i Dave Rubin oraz autorzy książek traktujący o nowym ateizmie jak Sam Harris i Richard Dawkins należą do tych, którzy użyli tego terminu.

## Koncepcja

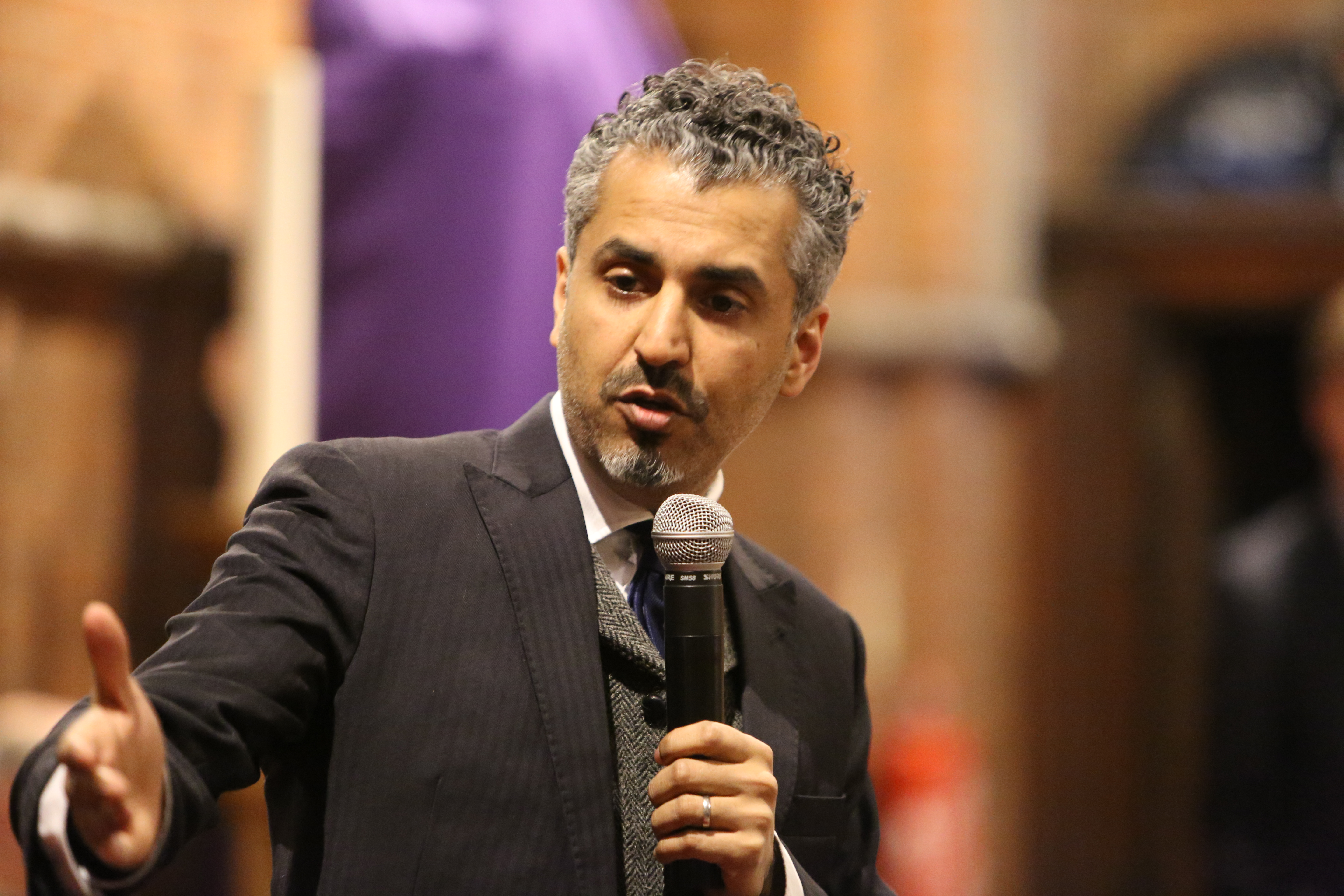
Maajid Nawaz

W 2007 roku Maajid Nawaz, były islamista, który zrezygnował z przynależności do radykalnej grupy islamistycznej Hizb ut-Tahrir na rzecz świeckiego islamu, użył wyrażenia „regresywna lewica”, aby opisać ludzi o poglądach lewicowych, którzy – jego zdaniem – skłaniają się ku islamizmowi, który definiuje jako globalny totalitarny projekt teo-polityczny z chęcią narzucenia społeczeństwu dowolnej interpretacji islamu jako prawa. Sprzeciwia się on na tej podstawie, że każde pragnienie narzucenia jakiejkolwiek wersji islamu komukolwiek, gdziekolwiek i kiedykolwiek, jest fundamentalnym naruszeniem naszych podstawowych wolności obywatelskich.
Zdaniem Nawaza można potępić zarówno neokonserwatywną politykę zagraniczną Stanów Zjednoczonych, taką jak wojna w Iraku (której był przeciwny), jak i teokratyczny ekstremizm; tych, których nazwał „regresywnymi lewicowcami”, nie robią tego.

## Użycie terminu
We wrześniu 2015 roku Sam Harris i Maajid Nawaz uczestniczyli w publicznym forum zorganizowanym przez Instytut Polityki Uniwersytetu Harvarda. Wnioski z dyskusji zostały później opublikowane w książce zatytułowanej Islam and the Future of Tolerance (2015).
W recenzji książki w magazynie National Review Online pisarz polityczny Brian Stewart zauważył, że z punktu widzenia Nawaza, jak i Harrisa, „regresywni lewicowcy" na Zachodzie są świadomie ślepi (ang. willfully blind)  na fakt, że dżihadyści i islamiści stanowią znaczną część (20% według szacunków Harrisa) światowej społeczności muzułmańskiej i mniejszościowych społeczności muzułmańskich na Zachodzie, mimo że frakcje te są przeciwne wartościom liberalnym, takim jak wolność słowa, demokracja, prawa kobiet, prawa gejów itp. Nawaz i Harris potępiają paradoksalnie nieliberalną, izolacjonistyczną i cenzuralną postawę wobec wszelkiej krytyki tego zjawiska, która zdaniem nich zdradza powszechne wartości liberalne, a także rezygnację ze wspierania i obrony najbardziej wrażliwych członków liberalnych żyjących w społeczności muzułmańskiej, takich jak kobiety, homoseksualiści i apostaci.
W październiku 2015 r. The Washington Times doniósł, że amerykański komik Bill Maher oraz brytyjski biolog i pisarz Richard Dawkins „opłakiwali regresywnych lewicowców, którzy nie rozumieją, że są niczym innym jak liberałami, jeśli chodzi o islam”. Maher zauważył gotowość do krytykowania wszystkiego poza islamem, tłumacząc to jako „ich kulturę”, na co Dawkins odpowiedział: „Cóż, do diabła z ich kulturą”. Nawiązując do inicjatyw studenckich mających na celu zakaz zapraszania byłych muzułmanów na teren kampusu, Dawkins uznał to za ”zdradę ruchu wolności słowa lat 60.”.
W październiku i listopadzie 2015 roku Sam Harris często używał tego terminu w swoich kontaktach z mediami, mówiąc, że największym niebezpieczeństwem jest to, że „regresywna lewica” jest skłonna zrezygnować z wolności słowa „ze strachu przed obrażeniem mniejszości”, co doprowadzi do cenzury narzuconej przez te mniejszości, powołując się na przykład komentarz amerykańskiego dziennikarza Glenna Greenwalda na temat zamachu na redakcję Charlie Hebdo. Harris uważa Reza Aslana i Noama Chomsky'ego za przedstawicieli regresywnej lewicy.
W listopadzie 2015 r. w audycji radiowej The Humanist Hour, filozof Peter Boghossian zdefiniował ten termin jako pejoratywny używany do opisania tych z lewej strony sceny politycznej, którzy w stosunku do islamistów zostali najdziwniejszymi sprzymierzeńcami. Według niego, słowo regresywny kontrastuje ze słowem postępowy – ten drugi jest grupą egalitarną, która chce tworzyć systemy sprawiedliwości i równości rasowej, a ten pierwszy jest grupą, która [szuka] najgorszego w ludziach (...) i nie rozszerza hermeneutyki dobroczynności, ani charytatywnej interpretacji czegokolwiek, co ktoś mówi, ale używa jej jako młotka do bicia ludzi. Ponadto Boghossian zauważył, że „regresywni lewicowcy” stali się „hiper-moralistami” i mistrzami swoich domniemanych ofiar. Cytuje on historyczne wykroczenia, takie jak niewolnictwo w Stanach Zjednoczonych i kolonializm, jako uzasadniony powód do obaw, który spowodował brak zaufania do wszystkiego, co zachodnie i kapitalistyczne. Dodał również, że są ludzie, którzy cierpieli i nadal cierpią z powodu uzasadnionych przypadków rasizmu, homofobii itp. Problem polega na tym, że za każdym razem, gdy słowo „rasistowski” jest tak po prostu rzucane, słowo to traci swoje znaczenie. I powinno mieć spore ukłucie. To powinno być straszne słowo.
Pod koniec 2015 roku Dave Rubin prowadził dyskusje na temat „regresywnej lewicy” w kilku segmentach The Rubin Report. Rubin opisywał w nim regresywną lewicę jako lewicową wersję TEA Party, mówiąc, że regresywna lewica zaszkodzi Partii Demokratycznej w podobny sposób, jak Tea Party szkodzi Partii Republikańskiej.
Komentator polityczny David Pakman poparł tę koncepcję w swoim talk show, mówiąc, że są liberałowie, którzy używają relatywizmu kulturowego i niechęci do polityki zagranicznej USA jako wymówki do obrony lub przynajmniej minimalizowania przemocy i niesprawiedliwości, którym na pewno by się przeciwstawili. Pakman zdystansował się od tego terminu, mówiąc, że jest on nadużywany przez konserwatystów do obrażania wszystkich liberałów. Pakman sugeruje, że faktycznymi regresywnymi lewicowcami są lewicowcy, którzy używają autorytaryzmu do wymuszania progresywizmu.